# داوید (چیریکی)
داوید (به اسپانیایی: David) یک منطقهٔ مسکونی در پاناما است که در David District واقع شده‌است. داوید ۱۷۶ کیلومتر مربع مساحت و ۱۴۴٬۸۵۸ نفر جمعیت دارد و −۶ متر بالاتر از سطح دریا واقع شده‌است.

## نگارخانه

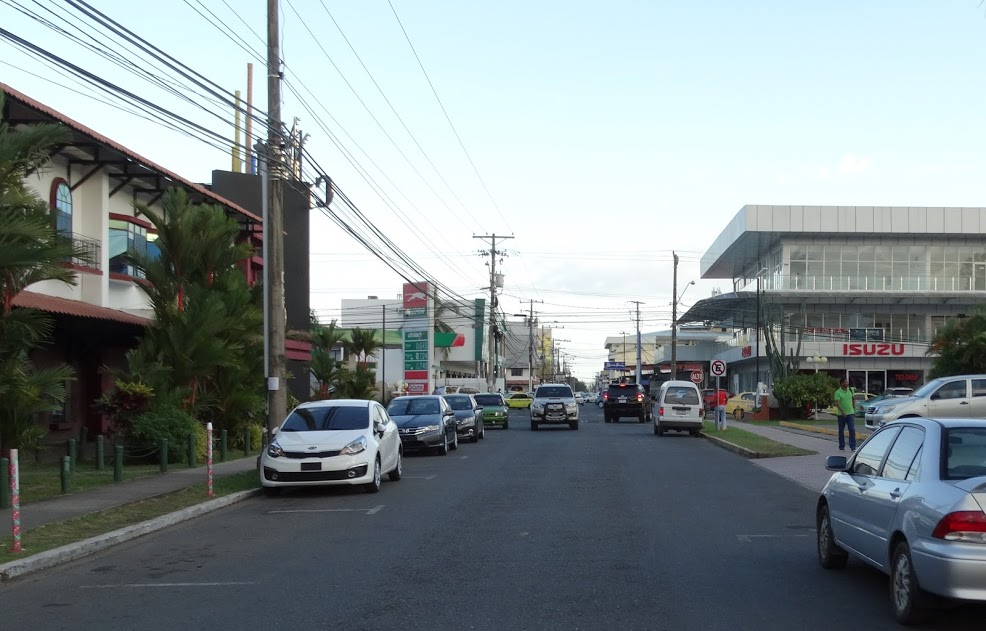